# Видди Ад Даэри
Видди Ад Даэри (индон. Viddy Ad Daery; 28 января 1961, Ламонган, Восточная Ява — 23 ноября 2020, там же) — индонезийский журналист, писатель, режиссёр, сценарист. Псевдоним, настоящее имя Ануф Хафидзи (индон. Anuf Chafidzi).

## Краткая биография
В 1987 году окончил факультет социально-политических наук Университета Эрланга в г. Сурабае. В 2010—2011 гг. занимался в магистратуре Педагогического университета султана Идриса в Танджунг-Малиме (Перак, Малайзия). Ещё будучи студентом стал писать статьи в газетах «Сурабая Пост» (индон.  Surabaya Post ) и «Джава Пост» (индон.  Jawa Pos ) (с 1985 г.). В последней опубликовал с продолжением свою первую повесть «Опера Гербанг Кертосусило». Принимал активное участие в работе любительского театра «Патриана». По окончании университета продолжал работать корреспондентом указанных выше газет.
После переезда в Джакарту в 1990 году работал на образовательном канале Центрального телевидения (1991—2002), где в 1994 году поставил картину «Ленонг для детей», которая на Фестивале телевизионных фильмов Индонезии получила 8 высших наград — кубков «Видия». Среди других работ — сериал ACI на центральном телевидении (1984), «Молодёжь — надежда нации» на телевидении в Сурабае (1986), «По следам проповедника ислама» (2011). С 2000 г. преподаватель в Академии кинематографии имени Усмара Исмаила, с 2012 консультант издательской группы «Пелита». Один из основателей Института драмы и кино «Патриана» (2015).
Опубликовал один сборник стихов, два сборника рассказов, семь сборников эссе, семь повестей. Стихи включены также в 45 коллективных сборников поэзии. Выступал с докладами и чтением стихов в Малайзии, Брунее, Сингапуре, Таиланде и Филиппинах.

## Основные произведения
- Limau Walikota (Лимоны от мэра). Surabaya: Surabaya Post, 1993 (сборник рассказов).
- South Bank & Air Mata (Южный банк и слёзы). Jakarta : Visi Amansentosa Dahsyat, 1996 (сборник стихов).
- Suatu Hari Tanpa Televisi (День без телевизора). Jakarta: Televisi Pendidikan Indonesia, 1999 (сборник эссе).
- Graffiti Imaji (Граффити воображения). Jakarta: Taman Warga , 2002 (сборник рассказов).
- Sungai Bening (Прозрачная река). Jakarta: Grasindo, 2002 (повесть, переиздание в 2011 г.)
- Inul (Инул). Yogja: Bentang, 2003 (сборник эссе).
- PSN XII. Singapura: ASAS 50, 2003 (сборник эссе).
- Idealisme & Intelektualiti Dalam Karya (Идеализм и интеллектуализм в литературе). Kuala Lumpur: Pena, 2005 (сборник эссе).
- Sastera Wadah Integrasi Budaya (Литература — выражение культурной интеграции). Kuching: DBP Cawangan Sarawak, 2006 (сборник эссе).
- Pendekar Sendang Drajat (Мастер единоборств Сенданг Драджат). Jakarta: Alvabet, 2009 (повесть).
- Pendekar Sendang Drajat Memburu Negarakertagama (Мастер единоборств Сенданг Драджат ищет Негаракертагаму). Solo: Metamind-Tiga Serangkai, 2011 (повесть).
- Pendekar Sendang Drajat Misteri Pengebom Candi Gajah Mada (Мастер единоборств Сенданг Драджат. Тайна крушения чанди Гаджа Мады). Solo: Metamind-Tiga Serangkai, 2011 (повесть).
- Folklore dan Folklife (Фольклор и жизнь народа). Jogja: Ombak , 2013 (сборник эссе).
- Pendekar Sendang Drajat. Misteri Gajah Mada Islam Mada (Мастер единоборств Сенданг Драджат. Тайна мусульманского Гаджа Мады). Jakarta: Grafindo, 2013 (повесть).
- Pendekar Sendang Drajat. Misteri Pendekar Khidir dan Islam Purba Nusantara (Мастер единоборств Сенданг Драджат. Тайна мастера единоборств Кидира и древний ислам Нусантары). Jakarta: Limau, 2014 (повесть).
- Cerita Pencari Berita (Истории о том, как добывать ности), Jakarta: PWI Jakarta, 2015 (сборник эссе).
- Pendekar Sendang Drajat, Misteri Buaya Jamang dan Pendekar Jipang Panolan (Мастер единоборств Сенданг Драджат. Тайна Буая Джаманг и японского мастера единоборств Панолан). Jogja: Daun Lontar, 2015 (повесть).

## Награды. Премии
- 1979: Второе место на конкурсе стихов журнала «Либерти» (Сурабая).
- 1981: Поощрительный приз на конкурсе стихов журнала «Путри Индонесия» (Джакарта)
- 1983: Третье место на конкурсе стихов Восточной Явы (Маланг).
- 1994: Главный поощрительный приз на конкурсе стихов, посвящённых окружающей среде, журнала «Трубус» (Джакарта).
- 1994: 8 высших наград — кубков «Видия» за картину «Ленонг для детей» на Фестивале телевизионных фильмов Индонезии.
- 2002: Поощрительный приз на конкурсе стихов Совета искусств Лампунга (Лампунг).
- 2003: Главный поощрительный приз на конкурсе стихов журнала «Саганг» (Риау).
- 2004: Второе место на конкурсе пьес для молодёжи Культурного центпв Восточной Явы (Сурабая).
- 2004: Второе место на конкурсе стихов, посвящённых Национальному дню книги (Джакарта).
- 2005: Поощрительный приз на конкурсе стихов группы Чипасера.